# Granada (Cundinamarca)
Granada – miasto w Kolumbii, w departamencie Cundinamarca.